# 津久井浜駅
津久井浜駅（つくいはまえき）は、神奈川県横須賀市津久井四丁目にある、京浜急行電鉄久里浜線の駅である。駅番号はKK70。
横須賀市最南端に位置する駅である。

## 歴史
- 1966年（昭和41年）
  - 3月27日 - 久里浜線の終着駅として開業。
  - 7月7日 - 久里浜線が三浦海岸まで延伸、中間駅となる。
- 2007年（平成19年） - エレベーターを設置。

## 駅構造

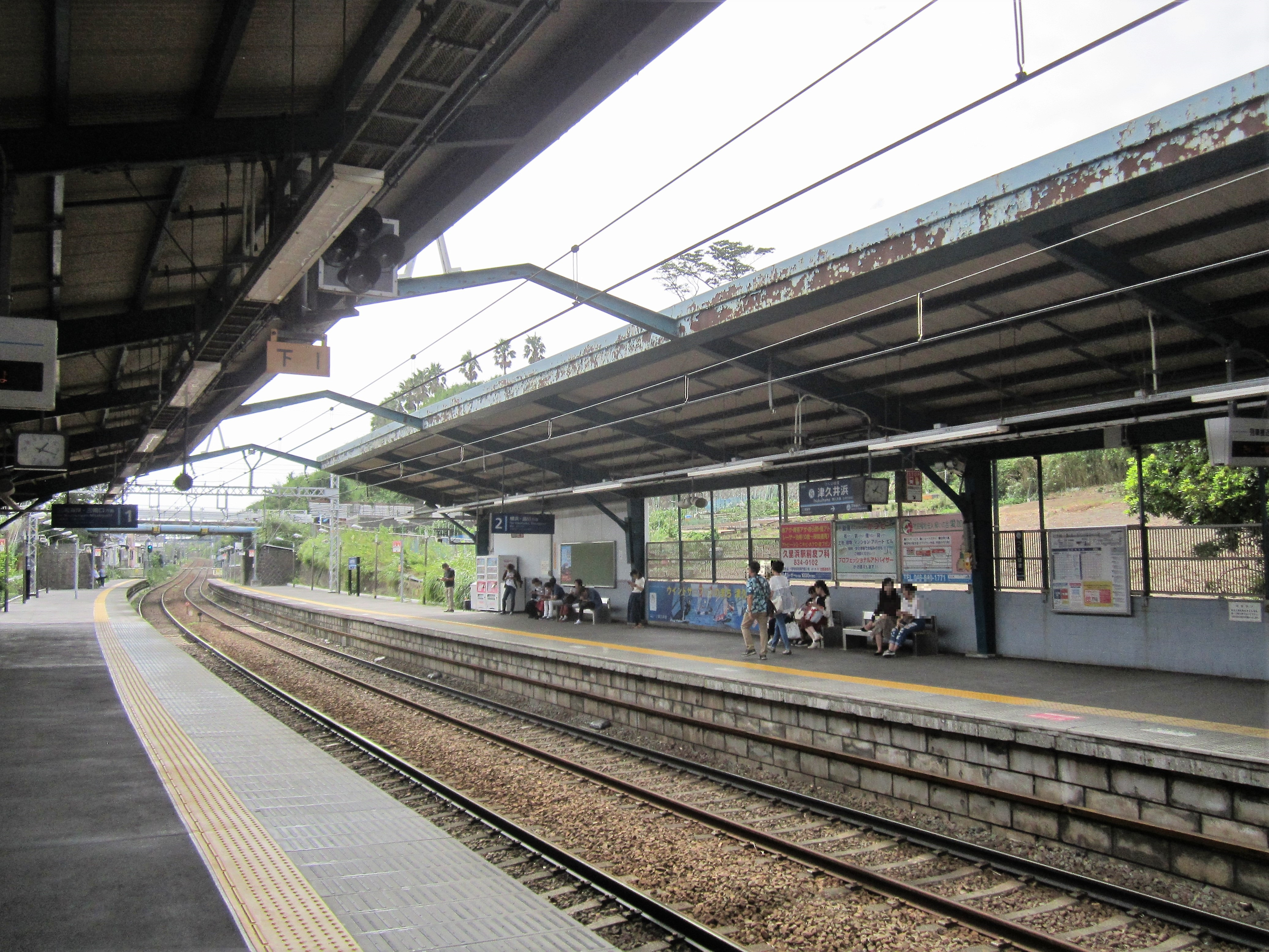
ホーム（2019年9月14日）

複線区間にあり、8両編成対応の相対式ホーム2面2線を有する地上駅である。改札は駅の北東端の駅舎に一か所設置され、両ホームへは階段およびエレベーターで連絡している。地形との関係から起点方（北東側）は高架構造になっており、駅舎付近は高架駅の趣がある。改札口横に売店（京急ステーションストア）が設置され、駅員が販売を兼務している。自動改札機が設置されているが、有人改札のブースが残っている。

### のりば
| 番線 | 路線     | 方向 | 行先                 |
| ---- | -------- | ---- | -------------------- |
| 1    | 久里浜線 | 下り | 三浦海岸・三崎口方面 |
| 2    | 久里浜線 | 上り | 横浜・品川方面       |

## 利用状況
2024年（令和6年）度の1日平均乗降人員は5,949人であり、京急線全72駅中67位。周辺住民や高校への通学生のほか、観光農園や海水浴場などへ向かう観光客の利用も見られる。また、5駅隣（品川方面）の新大津駅の利用客の増加に伴い、2011年度からは快特停車駅の中では最も少ない駅となっている。
近年の1日平均乗降人員と乗車人員の推移は下記の通り。
| 年度               | 1日平均 乗降人員 | 1日平均 乗車人員 | 出典     |
| ------------------ | ---------------- | ---------------- | -------- |
| 1995年（平成07年） |                  | 3,703            | [ * 1 ]  |
| 1998年（平成10年） |                  | 3,387            | [ * 2 ]  |
| 1999年（平成11年） |                  | 3,315            | [ * 3 ]  |
| 2000年（平成12年） |                  | 3,208            | [ * 3 ]  |
| 2001年（平成13年） |                  | 3,169            | [ * 4 ]  |
| 2002年（平成14年） | 6,325            | 3,124            | [ * 5 ]  |
| 2003年（平成15年） | 6,432            | 3,150            | [ * 6 ]  |
| 2004年（平成16年） | 6,472            | 3,181            | [ * 7 ]  |
| 2005年（平成17年） | 6,380            | 3,137            | [ * 8 ]  |
| 2006年（平成18年） | 6,341            | 3,118            | [ * 9 ]  |
| 2007年（平成19年） | 6,379            | 3,165            | [ * 10 ] |
| 2008年（平成20年） | 6,530            | 3,258            | [ * 11 ] |
| 2009年（平成21年） | 6,538            | 3,263            | [ * 12 ] |
| 2010年（平成22年） | 6,483            | 3,234            | [ * 13 ] |
| 2011年（平成23年） | 6,335            | 3,151            | [ * 14 ] |
| 2012年（平成24年） | 6,309            | 3,147            | [ * 15 ] |
| 2013年（平成25年） | 6,428            | 3,214            | [ * 16 ] |
| 2014年（平成26年） | 6,321            | 3,164            | [ * 17 ] |
| 2015年（平成27年） | 6,497            | 3,237            | [ * 18 ] |
| 2016年（平成28年） | 6,432            | 3,212            | [ * 19 ] |
| 2017年（平成29年） | 6,568            | 3,306            | [ * 20 ] |
| 2018年（平成30年） | 6,432            | 3,237            | [ * 21 ] |
| 2019年（令和元年） | 6,299            | 3,137            | [ * 22 ] |
| 2020年（令和02年） | 4,994            |                  |          |
| 2021年（令和03年） | 5,416            |                  |          |
| 2022年（令和04年） | 5,859            |                  |          |
| 2023年（令和05年） | 6,023            |                  |          |
| 2024年（令和06年） | 5,949            |                  |          |

## 駅周辺
主に住宅地となっているほか、観光農園などの畑作地や果樹林が見られる。海岸までは400mほどである。かつては当駅付近で久里浜線と並行する国道134号を路線バスが運行していたが、鉄道の開業により意義を失い廃止された。
- 神奈川県立津久井浜高等学校
- 横須賀市立津久井幼稚園
- 横須賀津久井郵便局
- 京急ストア津久井浜店
- 津久井海水浴場
- 津久井浜観光農園
- 武山
- 国道134号
- 万代会館 - 万代順四郎の元別荘（古民家）で、現在は横須賀市の文化施設
- 津久井浅間神社
- 秋葉神社

## 隣の駅
京浜急行電鉄
 久里浜線
- □「イブニング・ウィング号」停車駅（座席指定券不要）

■快特・■特急
京急長沢駅 (KK69) - 津久井浜駅 (KK70) - 三浦海岸駅 (KK71)